# Parlamentswahl in Serbien 2008
- SPS: 20
- DS: 102
- LDP: 13
- Mind.: 7
- DSS: 30
- SRS: 78

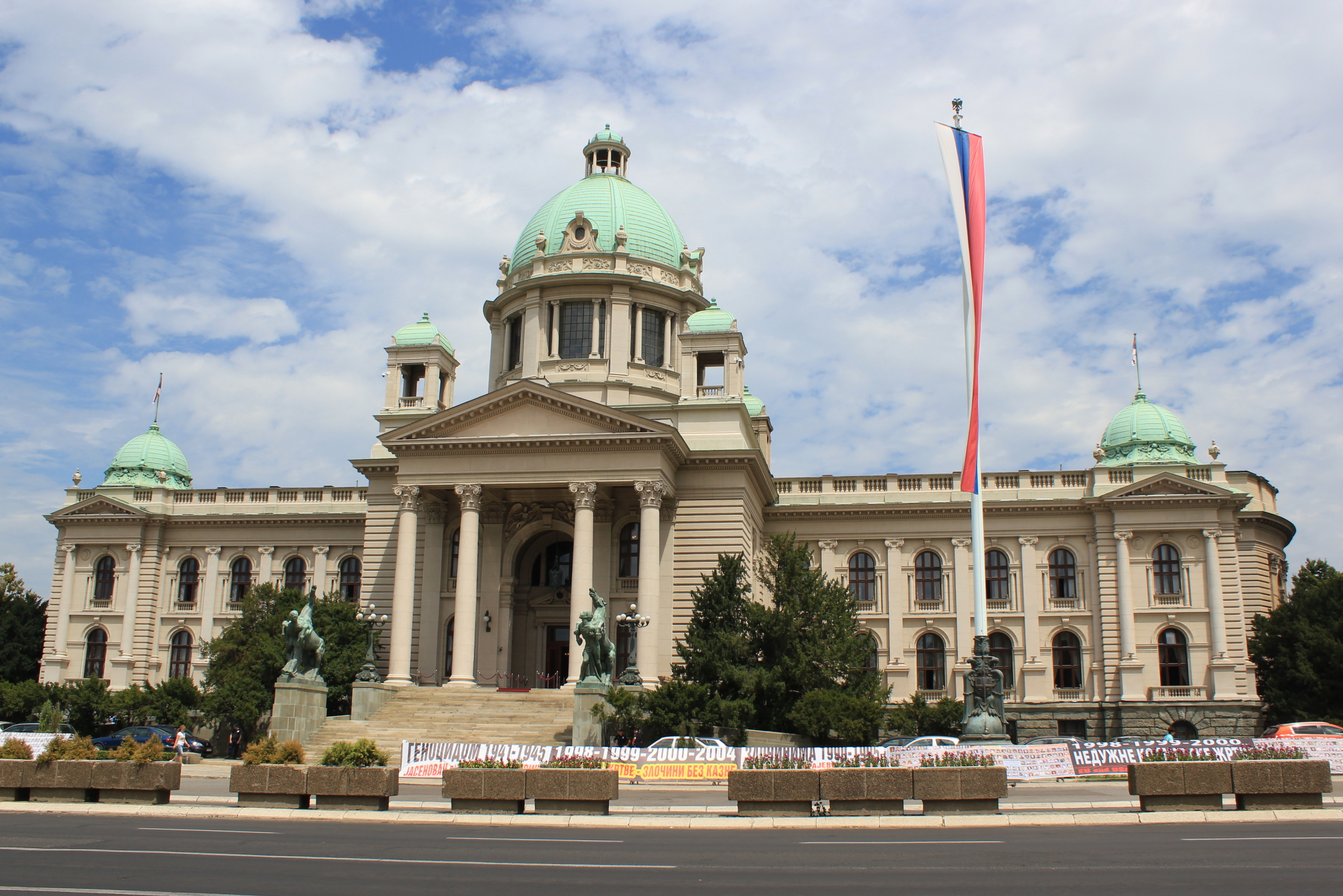
Das Parlament der Republik Serbien in Belgrad

Am 11. Mai 2008 fand die vorgezogene Parlamentswahl in Serbien statt.

## Vorgeschichte
Nach der Unabhängigkeitserklärung des Kosovo am 17. Februar 2008 und der nachfolgenden Anerkennung durch mehrere EU-Staaten, kam es unter den Koalitionspartnern der Regierung zu tiefgreifenden Meinungsverschiedenheiten über den weiteren Kurs der Annäherung an die Europäische Union. Die Regierung unter Premierminister Vojislav Koštunica schlug dem Präsidenten daher am 10. März 2008 die Auflösung des Parlaments vor. Präsident Boris Tadić ordnete darauf am 13. März 2008 vorschlagsgemäß die Auflösung des Parlaments an und schrieb gleichzeitig Neuwahlen für den 11. Mai 2008 aus, an welchem bereits die Wahlen des Provinzparlaments der Vojvodina und der Kommunalparlamente angesetzt waren.

## Wahlablauf
Es waren auch die serbischen Staatsbürger im Kosovo zur Wahl aufgerufen. Aufgrund von Unregelmäßigkeiten ließ die staatliche Wahlkommission die Wahlen in drei Wahllokalen am 18. Mai wiederholen. Parallel zur Wahl des Staatsparlaments (Narodna Skupština) fanden auch Wahlen zum Provinzparlament der Vojvodina sowie den Gemeinde- und einigen Stadtvertretungen statt.

## Ergebnis
Die Parlamentssitze wurden nach dem Verhältniswahlrecht im D’Hondt-Verfahren zugeteilt. Berücksichtigt wurden nur diejenigen Kandidatenlisten, die mehr als fünf Prozent der insgesamt abgegebenen Stimmen erhielten, wobei Partien der nationalen Minderheiten von der Fünfprozenthürde ausgenommen waren.
Insgesamt waren 6.749.688 serbische Staatsbürger wahlberechtigt. An der Wahl teilgenommen haben insgesamt 4.141.176 Wähler oder etwa 61 %. Tatsächlich wurden 4.139.384 abgegebene Stimmzettel gezählt. Von diesen wurden 88.148 (2,13 %) als ungültig und 4.051.236 als gültig erklärt. Endgültiges Ergebnis nach Auszählung der Stimmzettel aus allen Wahllokalen:
| Nr. | Listenname | Spitzenkandidat    | Stimmen   | Anteil (%) | Sitze von insg. 250 |
| --- | --- | ------------------ | --------- | ---------- | ------------------- |
| 1   | Für ein europäisches Serbien – Boris Tadić (Koalition Demokratische Partei, G17 Plus, Serbische Erneuerungsbewegung, Liga der Sozialdemokraten der Vojvodina und Demokratische Partei des Sandžak)       |                    | 1.590.200 | 39,25      | 102                 |
| 2   | Liberaldemokratische Partei – Čedomir Jovanović | Čedomir Jovanović  | 216.902   | 5,35       | 13                  |
| 3   | Demokratische Partei Serbiens – Neues Serbien (Koalition Demokratische Partei Serbiens und Neues Serbien) – Vojislav Koštunica                                                                           | Vojislav Koštunica | 480.987   | 11,87      | 30                  |
| 4   | Serbische Radikale Partei – Dr. Vojislav Šešelj | Tomislav Nikolić   | 1.219.436 | 30,10      | 78                  |
| 5   | Sozialistische Partei Serbiens – Partei der vereinigten Pensionäre Serbiens – Einiges Serbien (Koalition Sozialistische Partei Serbiens, Partei der vereinigten Pensionäre Serbiens und Einiges Serbien) | Milutin Mrkonjić   | 313.896   | 7,75       | 20                  |
| 6   | Bosniakische Liste für einen europäischen Sandžak – Dr. Sulejman Ugljanin | Sulejman Ugljanin  | 38.148    | 0,94       | 2                   |
| 7   | Magyar Koalíció – István Pásztor | István Pástor      | 74.874    | 1,85       | 4                   |
| 8   | Reformistische Partei – Dr. Aleksandar Višnjić | Aleksandar Višnjić | 10.563    | 0,26       | -                   |
| 9   | Das Dorf soll gefragt werden – Volksbauernpartei – Marijan Rističević | Marijan Rističević | 12.001    | 0,30       | -                   |
| 10  | Bewegung der Kräfte Serbiens – Bogoljub Karić | Bogoljub Karić     | 22.250    | 0,55       | -                   |
| 11  | Građanska Inicijativa Gore – BIG |                    | 5.453     | 0,14       | -                   |
| 12  | Vereinigte Walachen Serbiens – Dr. Predrag Balašević | Predrag Balašević  | 6.956     | 0,17       | -                   |
| 13  | Vojvodische Partei – Mag. Igor Kurjački | Igor Kurjački      | 4.208     | 0,10       | -                   |
| 14  | Roma für Roma – Miloš Paunković | Miloš Paunković    | 5.115     | 0,13       | -                   |
| 15  | Montenegrinische Partei – Nenad Stevović | Nenad Stevović     | 2.923     | 0,07       | -                   |
| 16  | Union der Roma Serbiens – Dr. Rajko Đurić | Rajko Đurić        | 4.732     | 0,12       | -                   |
| 17  | Koalition der Albaner des Preševo-Tals |                    | 16.801    | 0,42       | 1                   |
| 18  | Bund der Bunjewatzen der Batschka – Mirko Bojić | Mirko Bojić        | 2.023     | 0,05       | -                   |
| 19  | Bewegung Mein Serbien – Branislav Lečić | Branislav Lečić    | 8.879     | 0,22       | -                   |
| 20  | Volksbewegung für Serbien – Milan Paroški | Milan Paroški      | 3.795     | 0,09       | -                   |
| 21  | Patriotische Partei der Diaspora – Zoran Milinković | Zoran Milinković   | 1.991     | 0,05       | -                   |
| 22  | Roma-Partei – Srđan Šajn | Srđan Šajn         | 9.103     | 0,23       | -                   |